# Jornada Mundial de la Juventud 2013
La Jornada Mundial de la Juventud 2013 (JMJ 2013) realizada en Río de Janeiro configura la XXVIII edición de este evento multitudinario que organiza la Iglesia católica de forma periódica, y que convoca a los jóvenes de todo el mundo en torno a la figura del sumo pontífice. Esta Jornada en particular se consideró «histórica» por haberse constituido en motivo y marco del primer viaje del papa Francisco al extranjero en el quinto mes de su pontificado, y por el nivel de participación en sus actos centrales, estimado para la Vigilia de oración entre 2 millones y más de 3 millones de personas, y para la misa de cierre en aproximadamente 3 millones de personas, o más, con un informe de hasta 3,7 millones de participantes, en una Jornada que se considera la segunda más grande luego de la Jornada Mundial de la Juventud 1995 realizada en Manila (Filipinas). Los peregrinos registrados oficialmente procedían de 175 países, siendo el 60 % de los peregrinos de entre 19 y 35 años de edad. El mayor número de participantes provino de Brasil, Argentina, Estados Unidos e Italia.
El nivel de importancia global que se atribuyó al evento se reflejó, entre otros, en el hecho de que la imagen de Francisco ocupó por segunda vez en el año la portada de la edición internacional de la revista Time, en coincidencia con ese viaje papal y bajo el título: El papa de la gente (The People's Pope), a lo que se sumó un artículo en su interior titulado Un papa para los pobres (A Pope for the Poor).
El papa Benedicto XVI había proclamado al finalizar el acto de la Jornada Mundial de la Juventud de Madrid el 21 de agosto de 2011 que la siguiente edición tendría lugar entre los días 23 y 28 de julio de 2013, y que la sede de la JMJ sería Río de Janeiro. Pero debido a la renuncia de Benedicto XVI, no sería él quien presidiría ese encuentro como estaba estipulado, sino su sucesor, el papa Francisco. Ya antes del cónclave de 2013 en el que se eligió a Jorge Mario Bergoglio como nuevo sumo pontífice, el arzobispo de Río de Janeiro, monseñor Orani João Tempesta, aseguró que se seguiría avanzando en los preparativos para realizar el encuentro, y que esa sería una jornada «de dos papas», uno que estaría en oración por el encuentro y otro que presidiría las celebraciones. El 19 de julio de 2013, el papa Francisco se encontró con el obispo emérito de Roma, Benedicto XVI, con quien rezó por su viaje a Brasil en ocasión de la Jornada Mundial de la Juventud.
El encuentro llevó implícitos desafíos diversos, incluido el reto de revitalizar el catolicismo en el subcontinente donde habita el 42 % de los católicos del mundo, caracterizado por una marcada religiosidad popular. El cronograma incluyó la visita al santuario de la Virgen de Aparecida, patrona de los brasileños, a una favela saneada del narcotráfico, a un hospital donde se recuperan jóvenes de las adicciones, a un Vía crucis en Copacabana y, hacia el final de su viaje, la vigilia de oración y la gran misa de la Jornada Mundial de la Juventud. Concebidas inicialmente para realizarse en el enorme predio Campus fidei del barrio de Guaratiba, la vigilia y la misa debieron reprogramarse para la playa de Copacabana debido a la inundación por las lluvias que acompañaron buena parte de la JMJ 2013.

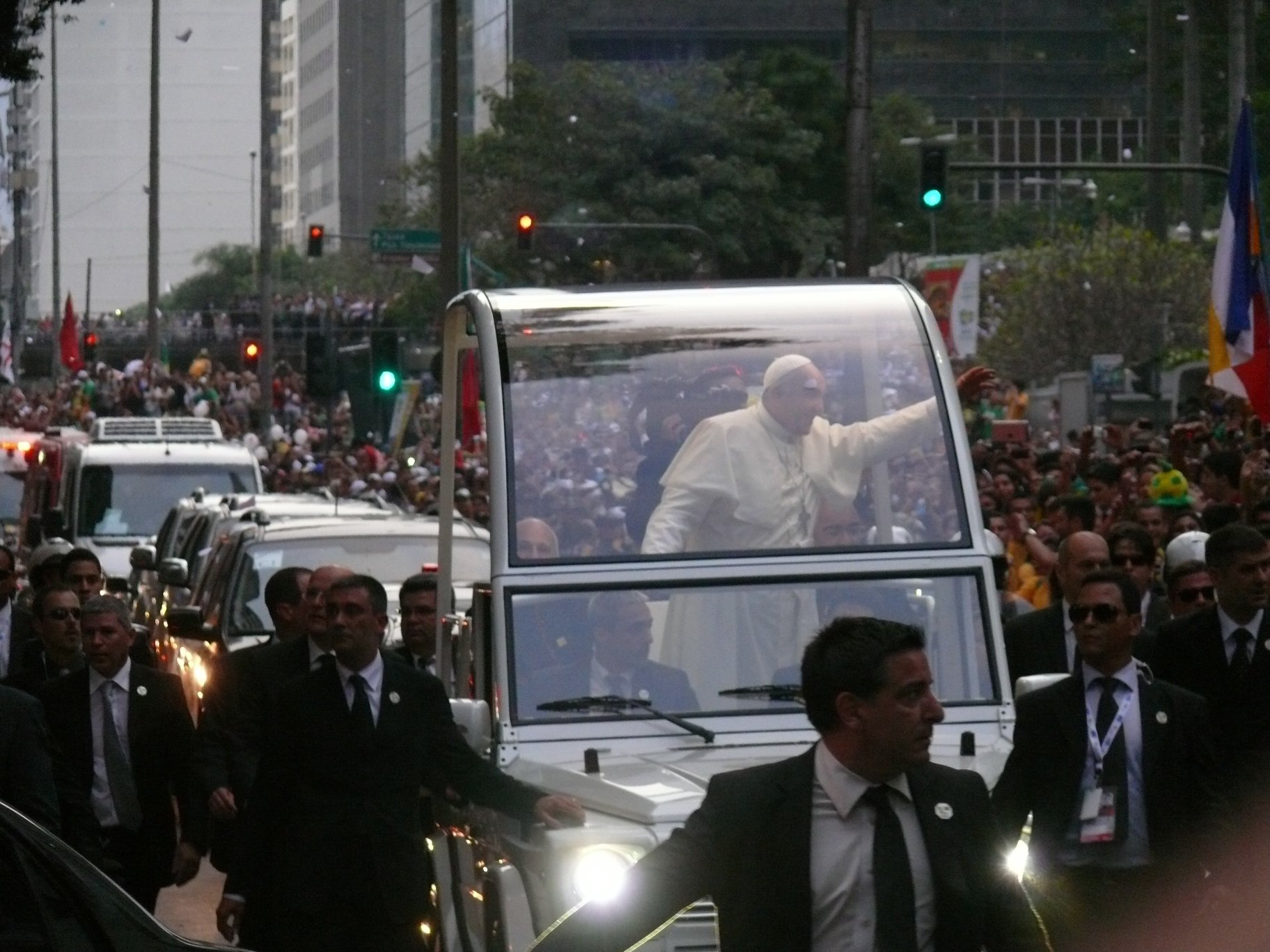
El papa Francisco saluda a la gente a su paso desde un papamóvil abierto, en su visita a Río de Janeiro.

En este viaje, el papa Francisco mostró la continuidad de un estilo pastoral indicativo de su deseo de vinculación con su grey, que incluyó su determinación de renunciar a la seguridad para estar más cerca de la gente. Para recorrer Río de Janeiro y Aparecida, se reemplazó el papamóvil blindado por un vehículo blanco totalmente abierto en los laterales, similar al empleado en las audiencias generales de los miércoles para recorrer la plaza de San Pedro, a lo que Francisco sumó roturas del protocolo —incluso bajo la lluvia— para acercarse a los fieles.

A mí la seguridad no me va a hacer un cerco, no me va a separar de la gente.
Papa Francisco

## Preparativos

### Anuncio

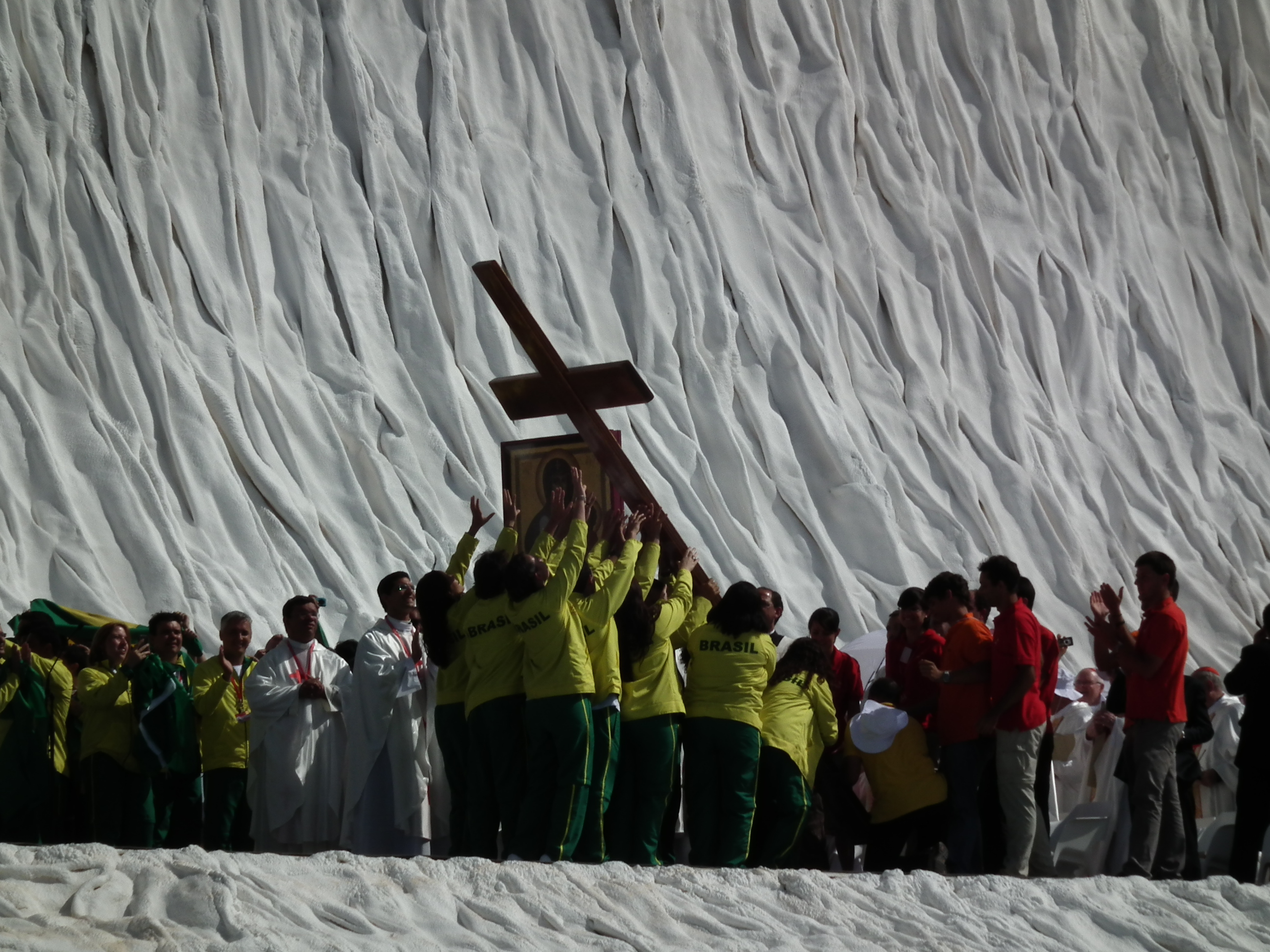
Jóvenes pertenecientes a la diócesis de Río de Janeiro (Brasil), recibiendo la Cruz y el Icono de la JMJ en la Jornada Mundial de la Juventud Madrid 2011.

El gobierno de Río de Janeiro confirmó el 19 de agosto de 2011 que la capital del estado sería sede de la próxima edición de la Jornada Mundial de la Juventud. El gobernador Sérgio Cabral Filho llegó a Madrid durante la JMJ de 2011, para oficiar el evento junto a funcionarios del Vaticano en el que se anunciaría a Río como sede de la siguiente Jornada Mundial.
El anuncio se realizó al final de la reunión de Madrid, que congregó alrededor de 2 millones de peregrinos de 193 países. El papa Benedicto XVI expresó su deseo de viajar a Río para presidir la Jornada Mundial de la Juventud:

'Me complace anunciar ahora que la sede de la próxima Jornada Mundial de la Juventud, en 2013, será Río de Janeiro. Pidamos al Señor ya desde este instante que asista con su fuerza a cuantos han de ponerla en marcha y allane el camino a los jóvenes de todo el mundo para que puedan reunirse nuevamente con el Papa en esa bella ciudad brasileña

La Jornada Mundial de 2013 tendría lugar un año antes del tiempo regular, para evitar una superposición con la Copa Mundial de Fútbol de 2014 a celebrarse en Brasil. Se trata de la segunda oportunidad en que se modifica el año de realización de una Jornada Mundial de la Juventud: la primera vez fue en ocasión de la Jornada Mundial de la Juventud 2005 realizada en Colonia: se adelantó un año a pedido del alcalde con lo que se evitó su coincidencia con la Copa Mundial de Fútbol de 2006.

### Recorrido de la Cruz y del Icono
El 18 de septiembre de 2011 llegaron a Brasil la Cruz y el Icono de las Jornadas Mundiales de la Juventud. La primera parada será en São Paulo, donde fue recibida en el Campo de Marte, el mismo lugar que acogió en mayo de 2007 un multitudinario encuentro de jóvenes con el Papa Benedicto XVI durante su Viaje Apostólico a Brasil con ocasión de la V Conferencia General del Episcopado Latinoamericano y del Caribe en Aparecida.
El 30 de octubre de 2011, estuvo presente en la celebraciones por el 80 aniversario del Cristo Redentor del Corcovado en Río de Janeiro. Desde São Paulo viajarán a Belo Horizonte para después recorrer las 247 diócesis brasileñas. En marzo de 2013 irá a Vale de Paraiba como último destino antes de su llegada a Río de Janeiro.

### Logotipo

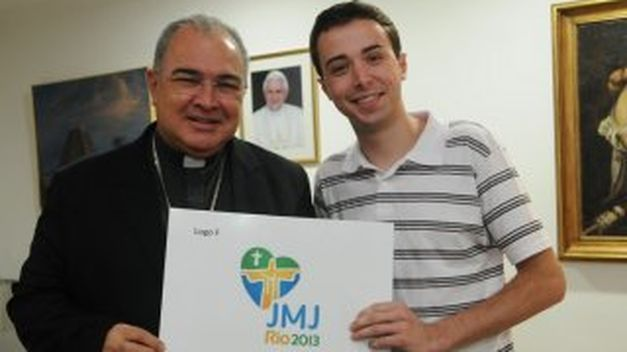
Creador del logotipo oficial de la JMJ 2013 Gustavo Huguenin, y presidente del Comité Operativo Local Orani João Tempesta

El 8 de febrero de 2012 se presentó el logotipo oficial de la Jornada Mundial de la Juventud de Río de Janeiro diseñado por Gustavo Huguenin. La presentación del logotipo oficial fue cambiada de fecha por Orani João Tempesta, por respeto a las personas afectadas por el desastre natural que hubo en Río de Janeiro en 2011. El logotipo fue relevado más tarde y presentado a la presidenta de Brasil Dilma Rousseff y el gobernador de Río de Janeiro, Sérgio Cabral Filho.
El logo es un corazón que simboliza el corazón del discípulo inspirado en el Evangelio de Mateo, además se compone por la estatua del Cristo Redentor de Río de Janeiro, el Pan de Azúcar, la costa brasileña y la Cruz del Peregrino de la JMJ. Los colores utilizados son los que aparecen en la bandera nacional de Brasil.

### Presencia del papa
La renuncia de Benedicto XVI en febrero de 2013, dio lugar a un cónclave, en cuyo segundo día fue elegido Jorge Mario Bergoglio como el primer sumo pontífice hispanoamericano de la Historia, hoy papa Francisco. El 19 de julio de 2013, el papa Francisco se encontró con el obispo emérito de Roma, Benedicto XVI, con quien rezó por su viaje a Brasil en ocasión de la Jornada Mundial de la Juventud.
En el mes de junio de 2013 y a consecuencia de las protestas que tuvieron lugar en Brasil en el marco de la Copa FIFA Confederaciones, se temió que se viese comprometida la presencia de Francisco en esta edición de la Jornada Mundial de la Juventud, lo que finalmente no sucedió. El día anterior a su partida de Roma, el propio Francisco definió que la Jornada Mundial de la Juventud de Río de Janeiro «puede llamarse la Semana de la Juventud», y pidió a los fieles que lo acompañaran espiritualmente con la oración en el viaje que comenzaría al día siguiente.

## Desarrollo del evento

### Lunes 22 de julio

#### Llegada del papa

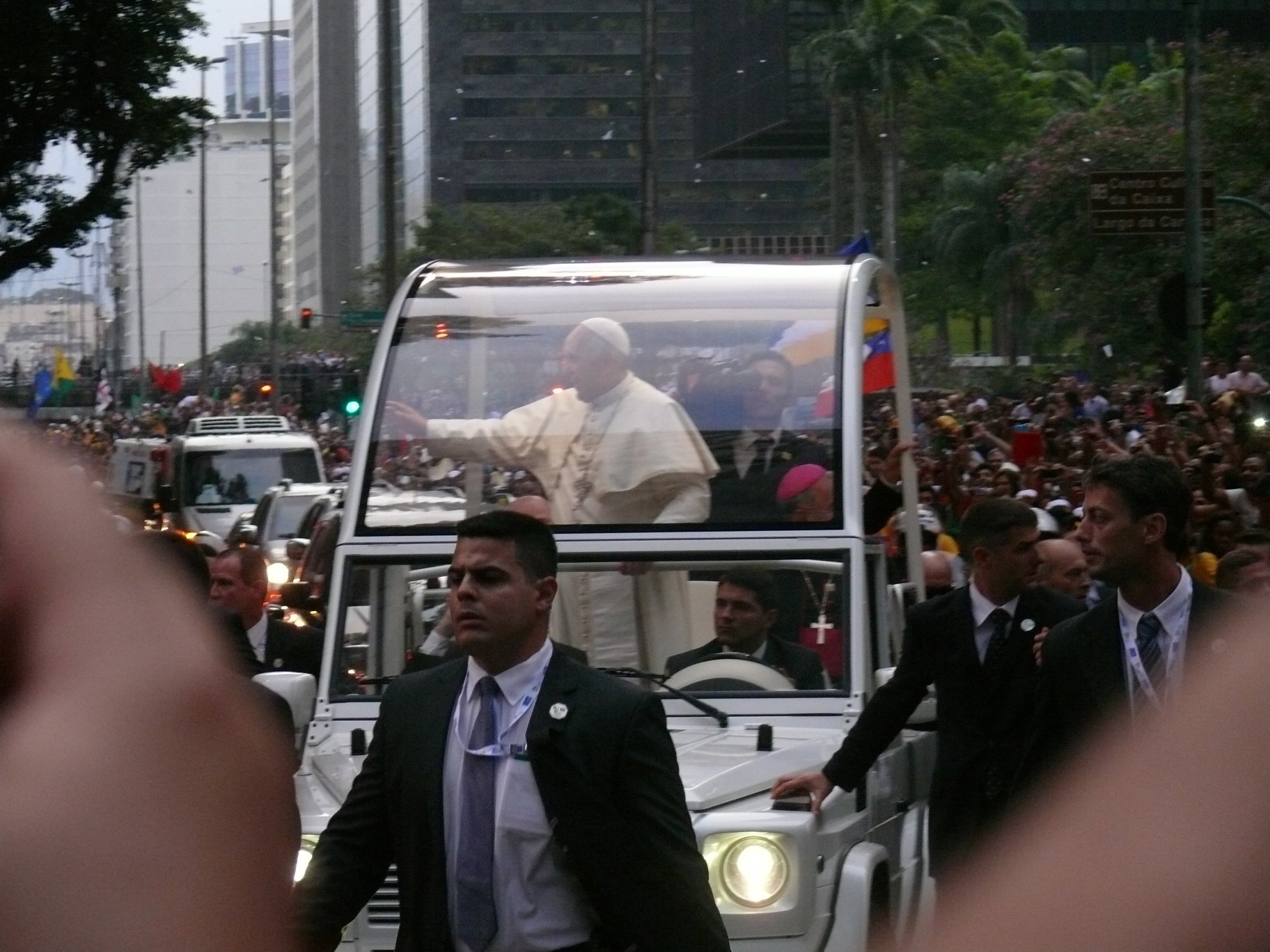
El papa Francisco en Río de Janeiro, el 22 de julio de 2013.

El papa llegó a Río de Janeiro (Brasil) el lunes 22 de julio. En su primer acto con las autoridades brasileñas dijo:

No tengo oro ni plata, pero traigo conmigo lo más valioso: Jesucristo. Vengo en su nombre para alimentar la llama de amor fraterno que arde en todo corazón [...] La juventud es el ventanal por el que entra el futuro en el mundo y por tanto nos impone grandes retos. Nuestra generación se mostrará a la altura de la promesa que hay en cada joven cuando sepa ofrecerle espacio, tutelar las condiciones materiales y espirituales para su pleno desarrollo, darle una base sólida sobre la que pueda construir su vida.

El Pontífice agregó que su visita a Brasil va más allá de las fronteras, ya que se debe a la celebración en Río de Janeiro de la XXVIII Jornada Mundial de la Juventud y a su deseo de encontrarse con los jóvenes de todo el mundo.

### Miércoles 24 de julio

#### Ante la Virgen de Aparecida

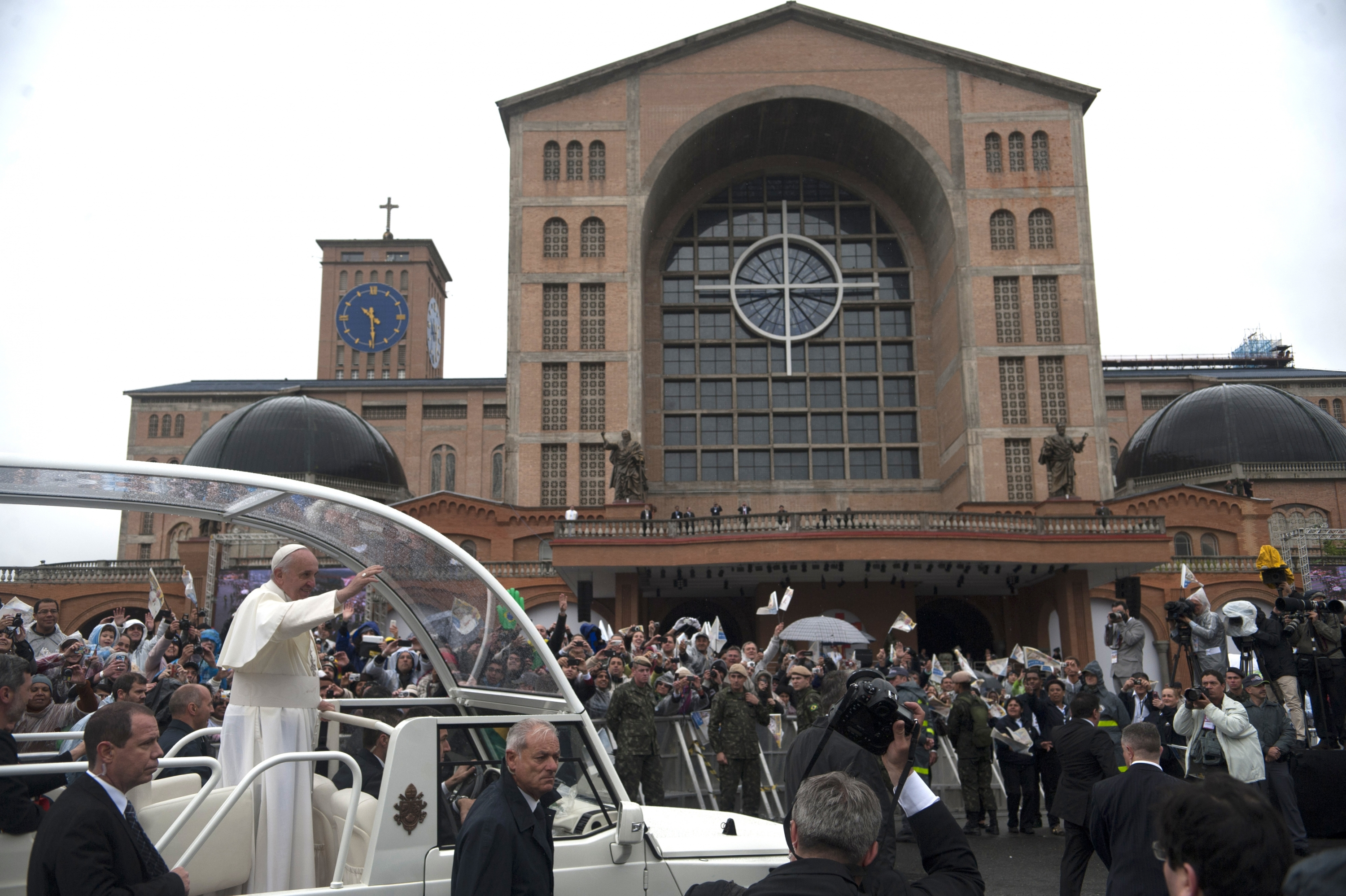
Llegada del papa Francisco a la basílica de Nuestra Señora Aparecida, el 24 de julio de 2013.

El miércoles 24 de julio, Francisco viajó hasta la Basílica de Nuestra Señora Aparecida, ubicada en el estado de São Paulo, donde celebró la misa ante unas 150 000 a 200 000 personas ubicadas en el interior del templo, según las fuentes. La celebración fue seguida en los alrededores del templo por un número de fieles estimado en un millón. Se trata de la tercera oportunidad en que un sumo pontífice de la Iglesia católica visita el santuario: con anterioridad lo hicieron Juan Pablo II y Benedicto XVI.

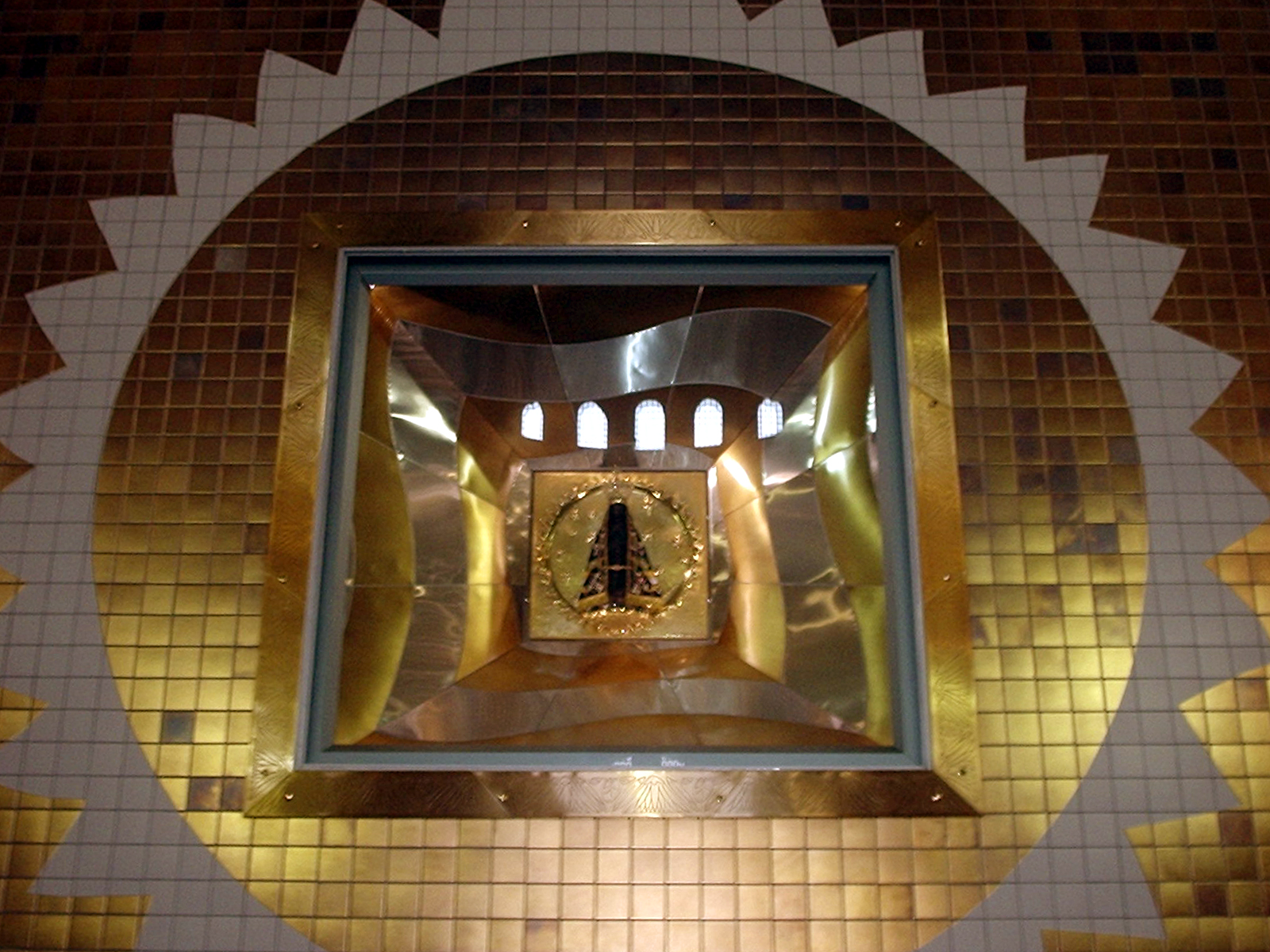
Imagen de Nuestra Señora de la Concepción Aparecida, en el interior de la basílica homónima.

Antes de la celebración eucarística en el santuario, el papa se detuvo a orar en silencio en la capilla dedicada a los doce apóstoles, donde se encuentra expuesta la pequeña imagen de Nuestra Señora de la Concepción Aparecida. Luego pronunció una plegaria:

En vuestras manos pongo mi vida.
Papa Francisco

El simbolismo del gesto se relacionó con un viaje anterior a la basílica del entonces cardenal Jorge Mario Bergoglio con motivo de la V Conferencia General del Episcopado Latinoamericano y del Caribe (Aparecida, 2007), de la que surgió una publicación que se le atribuye en cuanto a la coordinación de la redacción final, conocida como Documento de Aparecida. Su labor en esa Conferencia y la resonancia del documento habrían sido algunos de los factores que contribuyeron a su elección al papado, casi seis años más tarde.
En la homilía de la primera misa que celebró como papa en América Latina, Francisco invitó a infundir en los jóvenes «valores que no son materiales», y que los hagan «artífices de un mundo más justo, solidario y fraterno», en referencia a los valores de la solidaridad, la perseverancia, la fraternidad y la alegría, para enfrentarse a «tantos ídolos que se ponen en el lugar de Dios»: el dinero, el éxito, el poder o el placer.

[...] esos valores inmateriales que son el corazón espiritual de un pueblo, la memoria de un pueblo, [...] que encuentran sus raíces más profundas en la fe cristiana.[...]
Papa Francisco

[...] Es cierto que hoy en día, todos un poco y también nuestros jóvenes sienten la sugestión de tantos ídolos que se ponen en el lugar de Dios y parecen dar esperanza: el dinero, el éxito, el poder, el placer. Con frecuencia se abre camino en el corazón de muchos una sensación de soledad y vacío y lleva a la búsqueda de compensaciones en estos ídolos pasajeros.
Papa Francisco

El papa Francisco animó entonces a mantener tres actitudes:
1. conservar la esperanza -para afrontar las dificultades «por grandes que parezcan»;
2. dejarse sorprender por Dios; y
3. vivir con alegría pues, en sus palabras, el cristiano «nunca está triste» ni «tiene el aspecto de quien parece estar de luto perpetuo».[53]

#### En el hospital San Francisco de Asís de la Providencia
En la tarde del día 24 de julio, Francisco visitó el hospital San Francisco de Asís de la Providencia en Río de Janeiro, en donde se recuperan exadictos al crack y al alcohol. Allí cuestionó con dureza los proyectos de despenalización de las drogas en América Latina.

No es la liberalización del consumo de drogas, como se está discutiendo en varias partes de América Latina, lo que podrá reducir la propagación y la influencia de la dependencia química. ¡Cuántos mercaderes de la muerte que siguen la lógica del poder y el dinero a toda costa! La plaga del narcotráfico, que favorece la violencia y siembra dolor y muerte, requiere un acto de valor de toda la sociedad. [...] Es necesario afrontar los problemas que están en la raíz del consumo de las drogas, promoviendo una mayor justicia, educando a los jóvenes en los valores que construyen la vida común, acompañando a los necesitados y dando esperanza en el futuro. No dejen que les roben la esperanza. [...] Quiero decirles a quienes aún no tuvieron el coraje de hacerlo (de salir de la dependencia), que son ellos los protagonistas de la subida.
Papa Francisco

### Jueves 25 de julio

#### En la favela Varginha
En la mañana del 25 de julio, el papa Francisco celebró una misa en la residencia de Sumaré, con 300 seminaristas y sacerdotes de la arquidiócesis de Río de Janeiro, fuera del programa de su visita.
En una ceremonia realizada en la alcaldía de Río de Janeiro, Francisco se encontró con el alcalde de la ciudad y algunas autoridades del mundo del deporte. En esa ocasión, en que bendijo las banderas olímpicas de 2016 y recibió las llaves de la ciudad de manos de un niño discapacitado, subrayó la necesidad de utilizar el deporte como medio de intercambio y de crecimiento, y no como vehículo de violencia y de odio.

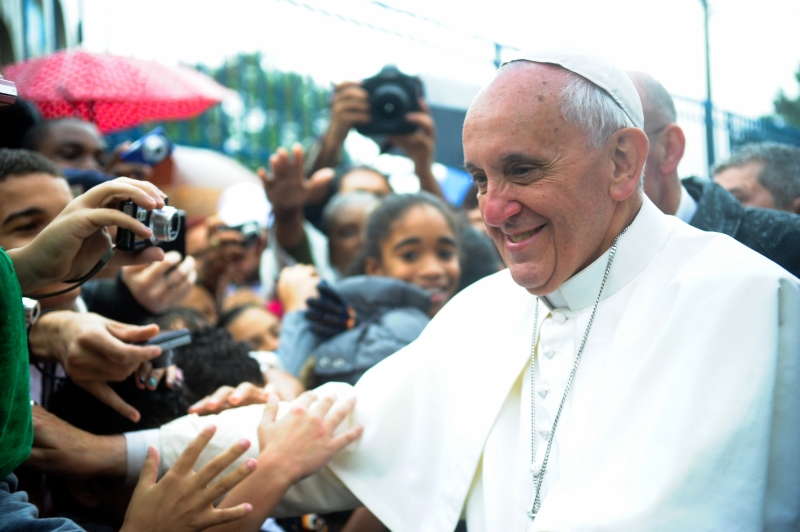
El papa Francisco con la gente en la favela Varginha.

Posteriormente, visitó la favela Varginha, uno de los barrios más pobres de Brasil. En general, las favelas que atraen a los visitantes internacionales, deportistas profesionales, políticos, actores o estrellas del espectáculo, son aquellas ubicadas sobre los morros que dominan los barrios ricos, con una hermosa vista al mar. De ese carácter es la favela de Vidigal, visitada por el papa Juan Pablo II en 1980. Pero Francisco pidió visitar Varginha, una pequeña favela construida con materiales de derribo y cartón ubicada en el complejo de Manguinhos, controlada hasta hace poco por bandas de narcotraficantes, carente de glamour, sin relieve alguno, y dominada por una vía de tren gris.
Allí, Francisco visitó una pequeña iglesia dedicada a san Jerónimo Emiliani, patrono de los huérfanos y los jóvenes, y exhortó a combatir la injusticia social y a saciar el pan de hambre, pero sobre todo el hambre más profunda, que es «el hambre de una felicidad que sólo Dios puede saciar».

Nadie puede permanecer indiferente ante las desigualdades que aún existen en el mundo.
Papa Francisco

#### Con jóvenes argentinos en la catedral de Río

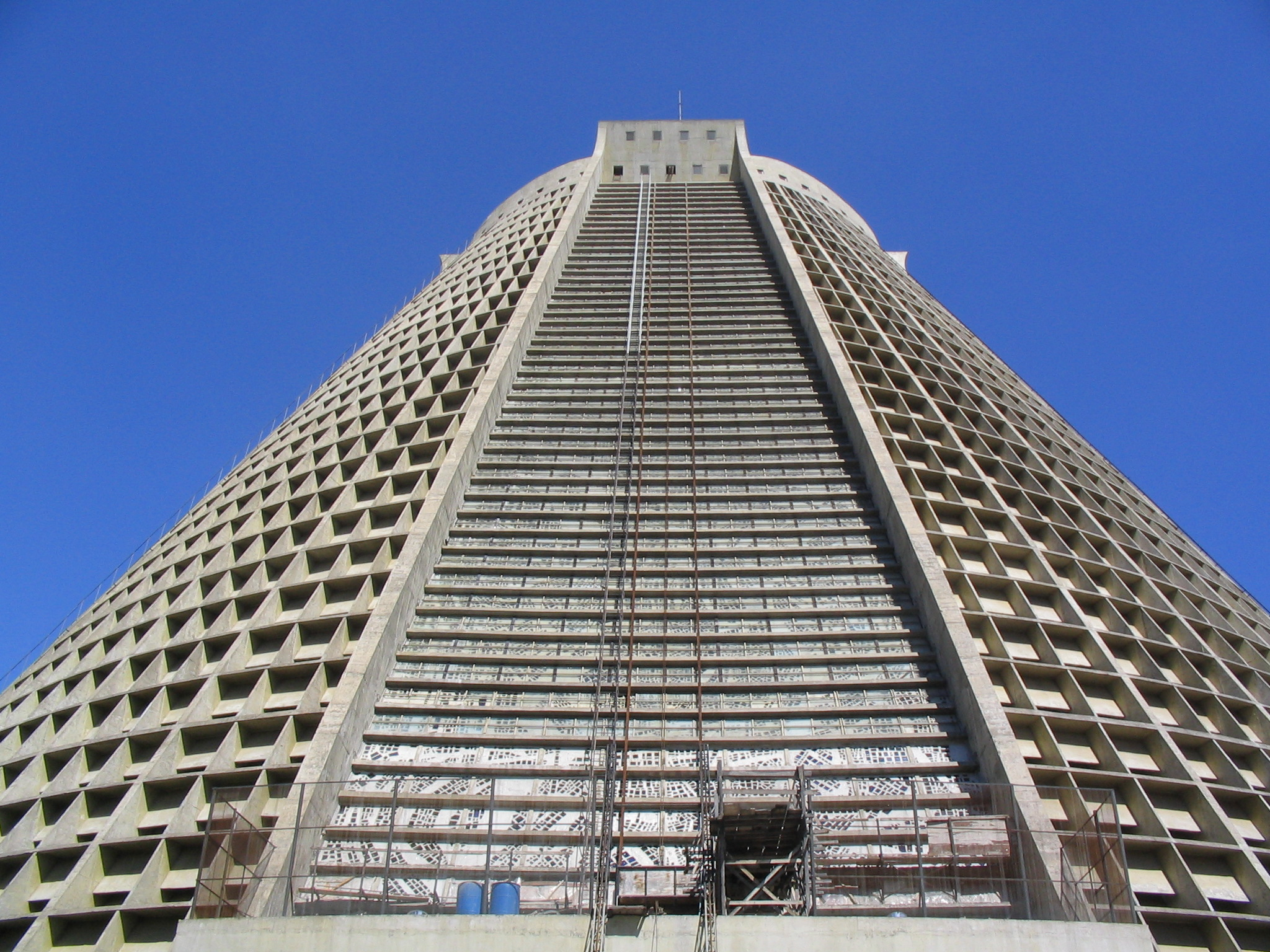
Catedral de Río de Janeiro, lugar de encuentro del papa Francisco con los jóvenes argentinos el 25 de julio de 2013.

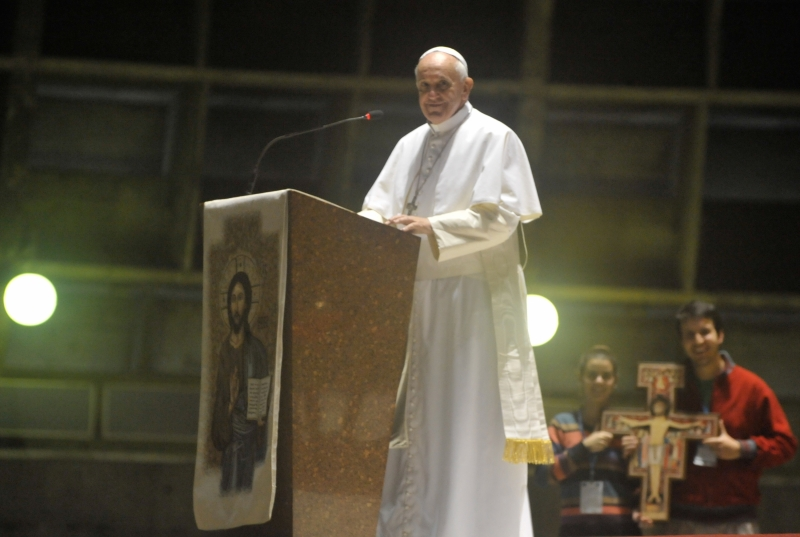
El papa Francisco ante los jóvenes argentinos en la catedral metropolitana de Río de Janeiro.

La imponente catedral metropolitana de Río de Janeiro fue capaz de albergar a 5 000 de los aproximadamente 40 000 jóvenes argentinos que viajaron para participar de la JMJ 2013, con quienes se reunió Francisco por iniciativa propia en la mañana del 25 de julio. Allí los arengó, diciendo:

¿Qué es lo que espero como consecuencia de la Jornada de la Juventud? Espero lío. ¿Que acá dentro (en la catedral) va a haber lío? Va a haber. ¿Que en Río va a haber lío? Va a haber. Pero quiero lío en las diócesis, ¡quiero que se salga afuera! Quiero que la Iglesia salga a la calle. Quiero que nos defendamos de todo lo que sea mundanidad, de lo que sea instalación, de lo que sea comodidad, de lo que sea clericalismo, de lo que sea estar encerrados en nosotros mismos. Las parroquias, los colegios, las instituciones son para salir. Si no salen se convierten en una ONG. ¡Y la Iglesia no puede ser una ONG!

Que me perdonen los obispos y los curas si alguno después le arma lío a ustedes. [...] Esta civilización mundial se pasó de rosca... porque es tal el culto que ha hecho al dios dinero que estamos presenciando una filosofía y una praxis de exclusión de los dos polos de la vida que son la promesa de los pueblos: exclusión de los ancianos [...] es una eutanasia cultural, no se los deja hablar, no se los deja actuar. Y exclusión de los jóvenes. El porcentaje que hay de jóvenes sin trabajo, sin empleo, es muy alto, y es una generación que no tiene la experiencia de la dignidad ganada por el trabajo. ¡Esta civilización nos ha llevado a excluir la dos puntas que son el futuro nuestro! [...] Los jóvenes tienen que salir, que hacerse valer [...] tienen que salir a luchar por los valores. Y los viejos, los ancianos abran la boca y enséñennos, transmítannos la sabiduría de los pueblos. [...] yo se los pido de corazón a los ancianos, no claudiquen de ser la reserva cultural de nuestro pueblo, que transmite la justicia, la Historia, los valores, la memoria del pueblo.[...]

[...] La fe en Jesucristo no es broma, [...] es un escándalo [...] La cruz sigue siendo escándalo, pero sigue siendo el único camino seguro.[...] Por favor, no licuen la fe en Jesucristo. Hay licuados de naranja, de manzana, de banana, pero por favor, ¡no tomen licuados de fe! ¡La fe es entera, no se licúa! ¡Es la fe en Jesús!, es la fe del Hijo de Dios hecho hombre que me amó y murió por mí.
Papa Francisco

#### Ceremonia de bienvenida
Al anochecer tuvo lugar una ceremonia de bienvenida, en la cual una multitud de jóvenes, estimada en más de un millón, recibió al papa Francisco en Copacabana.
Allí, el papa dirigió otro mensaje a los jóvenes.

Hoy me gustaría que todos nos preguntásemos sinceramente: ¿en quién ponemos nuestra fe? ¿En nosotros mismos, en las cosas, o en Jesús? Tenemos la tentación de ponernos en el centro, de creer que nosotros solos construimos nuestra vida, o que es el tener, el dinero, el poder lo que da la felicidad. Pero no es así.

El tener, el dinero, el poder pueden ofrecer un momento de embriaguez, la ilusión de ser felices, pero, al final, nos dominan y nos llevan a querer tener cada vez más, a no estar nunca satisfechos, y terminamos empachados, pero no alimentados, y es muy triste ver una juventud empachada pero débil. La juventud tiene que ser fuerte, alimentarse de su fe y no empacharse de otras cosas.
Papa Francisco

### Viernes 26 de julio

#### Vía crucis
La jornada del 26 de julio tuvo como evento principal el vía crucis.
La originalidad del vía crucis que el papa Francisco presenció radicó en haberse preparado sobre la base de los problemas que enfrentan los jóvenes en la actualidad, mostrando un paralelismo entre los padecimientos de Jesús con los «dolores» de los jóvenes hoy. Así, la representación se desarrolló según el siguiente esquema:
| Número de estación | Título                                          | Representación                                                                           |
| ------------------ | ----------------------------------------------- | ---------------------------------------------------------------------------------------- |
| I                  | Jesús es condenado a muerte                     | Joven misionero                                                                          |
| II                 | Jesús carga su cruz                             | Joven convertido                                                                         |
| III                | Jesús cae por primera vez                       | Joven de la comunidad en recuperación                                                    |
| IV                 | Jesús se encuentra con su madre                 | Joven habla en nombre de las madres                                                      |
| V                  | Simón ayuda a Jesús a cargar la cruz            | Joven seminarista                                                                        |
| VI                 | Verónica limpia el rostro de Jesús              | Religiosa lucha por la vida                                                              |
| VII                | Jesús cae por segunda vez                       | Jóvenes matrimonios                                                                      |
| VIII               | Jesús se encuentra con las mujeres de Jerusalén | Joven hablando por las mujeres que sufren                                                |
| IX                 | Jesús cae por tercera vez                       | Estudiante en silla de ruedas                                                            |
| X                  | Jesús es despojado de sus vestiduras            | Jóvenes de las redes sociales                                                            |
| XI                 | Jesús es clavado en la cruz                     | Joven preso de la pastoral penitenciaria                                                 |
| XII                | Jesús muere en la cruz                          | Joven con enfermedad terminal                                                            |
| XIII               | Jesús en brazos de su madre                     | Joven con discapacidad auditiva                                                          |
| XIV                | Jesús es sepultado                              | Jóvenes de África, América del Norte, América Latina y el Caribe, Europa, Asia y Oceanía |

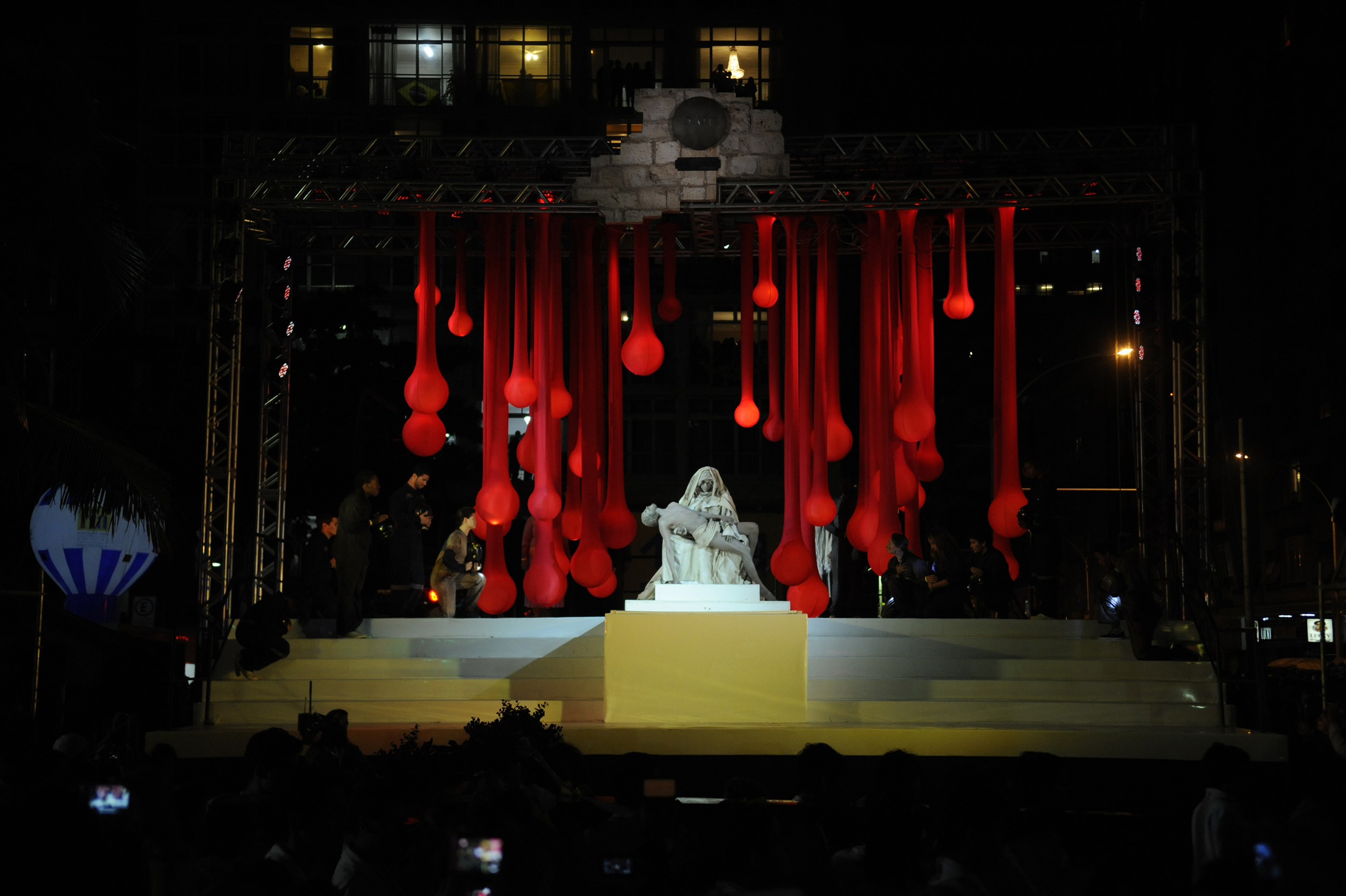
Decimotercera estación del Vía crucis, representando a Jesús muerto en brazos de su madre.

Francisco trajo a la memoria las palabras de Juan Pablo II, que al final del Año Santo de la Redención confió a los jóvenes la misión de llevar la Cruz por todo el mundo «como signo del amor de Jesús».

Nadie puede tocar la Cruz de Jesús sin dejar en ella algo de sí mismo y sin llevar consigo algo de la cruz de Jesús a la propia vida.
Papa Francisco

También recordó una tradición según la cual, al salir Pedro de Roma huyendo de la persecución de Nerón, «vio que Jesús caminaba en dirección contraria y enseguida le preguntó: 'Señor, ¿adónde vas?'. La respuesta de Jesús fue: 'Voy a Roma para ser crucificado de nuevo'. En aquel momento, Pedro comprendió que tenía que seguir al Señor con valentía, hasta el final, pero entendió sobre todo que nunca estaba solo en el camino; con él estaba siempre aquel Jesús que lo había amado hasta morir en la Cruz».
Antes, el sumo pontífice había llamado a recuperar la confianza en la Iglesia, a pesar de las incoherencias que pudieran tener sus miembros. 

Jesús se une a tantos jóvenes que han perdido su confianza en las instituciones políticas porque ven egoísmo y corrupción, o que han perdido su fe en la Iglesia, e incluso en Dios, por la incoherencia de los cristianos y de los ministros del Evangelio.
Papa Francisco

También aseveró que «Jesús se une al silencio de las víctimas de la violencia, que no pueden ya gritar» y criticó los «paraísos artificiales de las drogas».

### Sábado 27 de julio

#### La vigilia de oración
De entre las actividades desarrolladas por los jóvenes y el sumo pontífice destacó la vigilia, preparatoria de la misa del domingo 28. Se trata de uno de los momentos característicos de las distintas ediciones de la Jornada Mundial de la Juventud, aunque en este caso sobresalió por el nivel de su carácter masivo: a la vigilia en la playa de Copacabana, asistió un número de jóvenes que, según las estimaciones, varió entre más de dos millones de personas y tres millones o más, esto último según lo informado por la prefectura de Río de Janeiro. Así, se la consideró la mayor vigilia de Copacabana realizada hasta ese momento, con participación de jóvenes de 175 países.

### Domingo 28 de julio

#### «Misa de envío» de la Jornada
La misa de cierre se considera el acto central de cada edición de la Jornada Mundial de la Juventud. En el caso de la JMJ 2013, la llamada «misa de envío» se constituyó en una de las mayores celebraciones eucarísticas de la Historia reciente, al reunir en la playa de Copacabana a 3 millones de personas o más. A la celebración asistieron, además de Dilma Rousseff en representación del país anfitrión, mandatarios de otras naciones: Evo Morales (Bolivia), Cristina Fernández de Kirchner (Argentina), Desire Bouterse (Surinam), y Danilo Astori (Uruguay), como también delegaciones de otros países de la región.
En su homilía, el papa Francisco hizo particular referencia al lema de la Jornada: «Id y haced discípulos a todos los pueblos» (Mateo 28:19)), e interpretó el mensaje del evangelio: «A la luz de la Palabra de Dios que hemos escuchado, ¿qué nos dice hoy el Señor? Tres palabras: Vayan, sin miedo, para servir».

¿Adónde nos envía Jesús? No hay fronteras, no hay límites: nos envía a todos. El evangelio no es para algunos sino para todos. No es sólo para los que nos parecen más cercanos, más receptivos, más acogedores. Es para todos. No tengan miedo de ir y llevar a Cristo a cualquier ambiente, hasta las periferias existenciales, también a quien parece más lejano, más indiferente. [...]

Sin miedo. Puede que alguno piense: «No tengo ninguna preparación especial, ¿cómo puedo ir y anunciar el evangelio?». Querido amigo, tu miedo no se diferencia mucho del de Jeremías, un joven como ustedes, cuando fue llamado por Dios para ser profeta. Recién hemos escuchado sus palabras: «¡Ay, Señor, Dios mío! Mira que no sé hablar, que sólo soy un niño». También Dios dice a ustedes lo que dijo a Jeremías: «No les tengas miedo, que yo estoy contigo para librarte» (Jeremías 1:6.8).

[...] para servir. Al comienzo del salmo que hemos proclamado están estas palabras: «Canten al Señor un cántico nuevo» (Salmo 95:1). ¿Cuál es este cántico nuevo? No son palabras, no es una melodía, sino que es el canto de su vida, es dejar que nuestra vida se identifique con la de Jesús, es tener sus sentimientos, sus pensamientos, sus acciones. Y la vida de Jesús es una vida para los demás. Es una vida de servicio.[...]
Papa Francisco

##### El ofertorio de la niña anencefálica
Un matrimonio con una niña anencefálica conoció al papa Francisco el día anterior a la misa de cierre. Tiempo atrás, aquel matrimonio había decidido continuar el embarazo a pesar de conocer la situación desesperante de que su hija en gestación no tenía cerebro.

El papa los encontró ayer a la salida de la catedral, bendijo a la niña y quedó muy impresionado, por lo que los invitó a participar de la misa de hoy y ofrecer la niña a Dios en el momento del ofertorio como expresión de ofrecer la vida.
Federico Lombardi, vocero del papa Francisco

Según el portavoz, «la niña podría haber sido abortada, según la ley, pero los padres recibieron la vida, y su presencia hoy en la misa fue como un signo de confianza, de amor, de aceptación de la vida». El hombre, con la niña anencefálica en sus brazos, acercó las ofrendas al altar que fueron recibidas por el papa.

#### Reunión con el comité de coordinación del CELAM

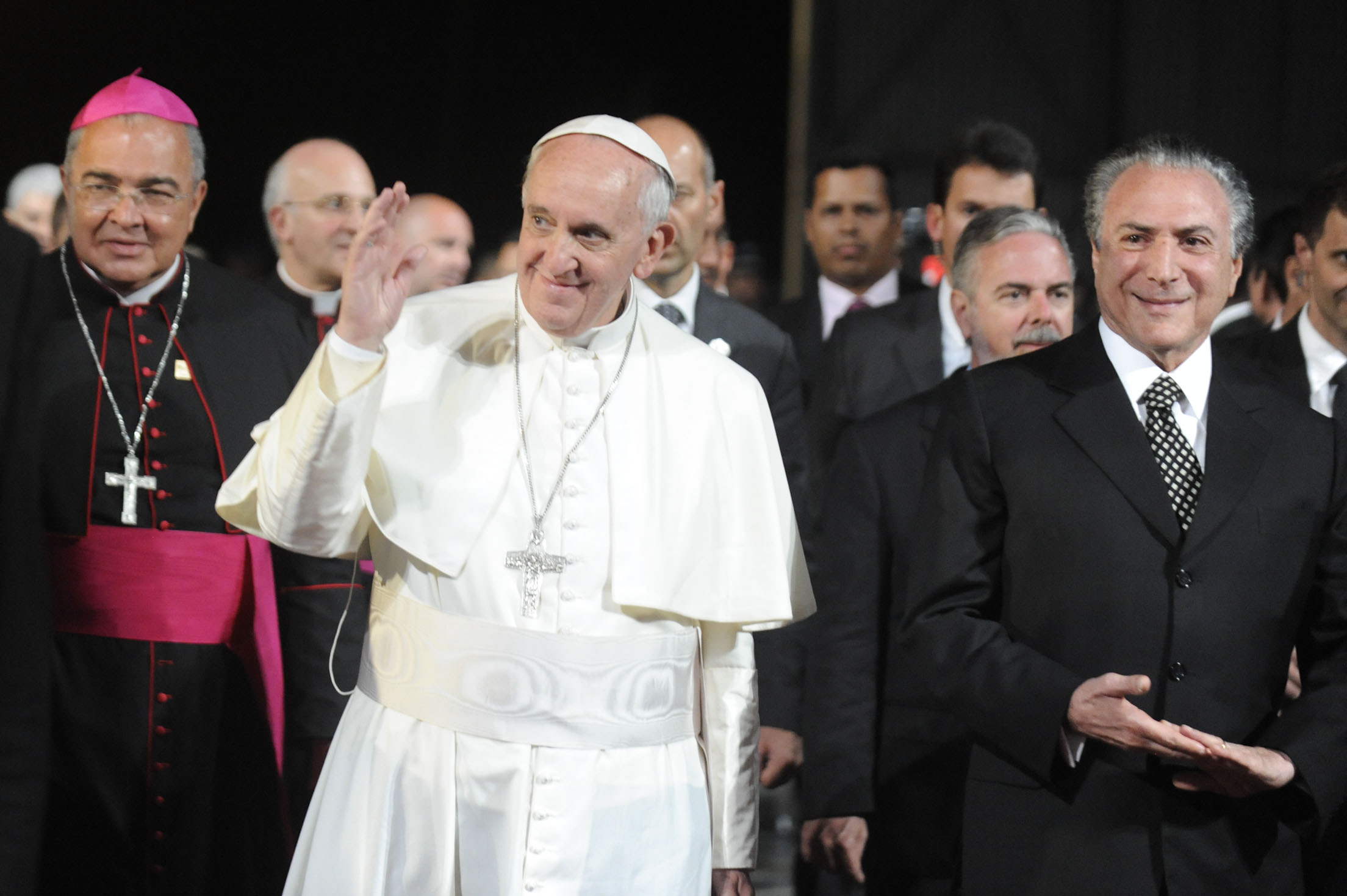
El papa Francisco, flanqueado por el arzobispo Orani João Tempesta (a la izquierda de la imagen) y por el vicepresidente de Brasil, Michel Temer (a la derecha), en su despedida en la base aérea de Galeão, luego de la finalización de la Jornada Mundial de la Juventud 2013 en Río de Janeiro.

Antes de retornar a Roma, el papa Francisco se reunió con el comité de coordinación del Consejo Episcopal Latinoamericano (CELAM), a quien llamó a una renovación interna de la Iglesia según las líneas del Documento de Aparecida, y a no caer en la tentación del clericalismo. El papa hizo referencia a lo que denominó un «apostolado de la misericordia».

¿Promovemos espacios y ocasiones para manifestar la misericordia de Dios para su pueblo? Esto es clave. Estoy convencido que este es el tiempo de la misericordia de Dios para su Iglesia. Marcaría como prioridad [...] ese apostolado de la misericordia, la dimensión misericordiosa de la Santa Madre Iglesia, la maternalidad de la Iglesia que cura heridas. Este cambio de época [...] está lleno de heridos, de gente que dejó la Iglesia a la mitad. [...] Creo que hoy en día, la Pastoral tiene que plantearse esto seriamente [...]: curar tantas heridas de gente que se fue, que se quedó a mitad de camino, que se confundió, que se desilusionó. Es la Pastoral de la misericordia.
Papa Francisco

En la conferencia, delineó el carácter que han de tener los obispos.

Los obispos deben ser pastores, cercanos a la gente, padres y hermanos, con mucha mansedumbre: pacientes y misericordiosos. Hombres que amen la pobreza, sea la pobreza interior como libertad ante el Señor, sea la pobreza exterior como simplicidad y austeridad de vida. Hombres que no tengan psicología de príncipes.
Papa Francisco

## Patrones e intercesores

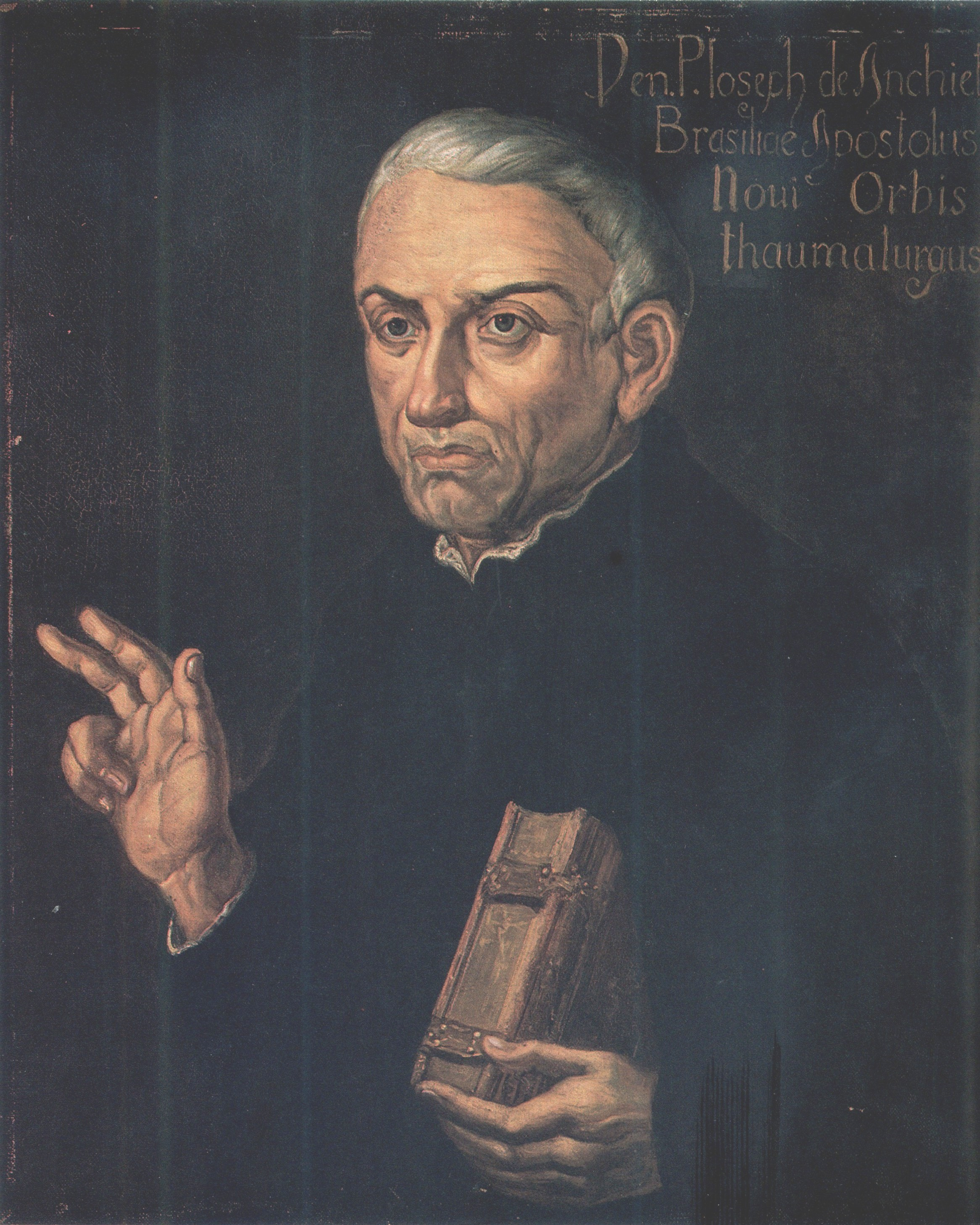
San José de Anchieta, misionero español en Brasil y uno de los intercesores de la Jornada Mundial de la Juventud 2013.

Los patrones e intercesores de la Jornada Mundial de la Juventud 2013 nombrados como tal por el sumo pontífice Benedicto XVI, son:
- Patrones:
  - Nuestra Señora Aparecida
  - San Sebastián Mártir
  - Antonio de Santa Ana Galvao
  - Santa Teresa de Lisieux
  - Beato Juan Pablo II[79]

- Intercesores:
  - Santa Rosa de Lima
  - Beato Pier Giorgio Frassati
  - Beata Chiara Luce Badano
  - Beato Frédéric Ozanam
  - Beato Adilio Daronch
  - Santa Teresa de los Andes
  - San José de Anchieta
  - Beato Isidoro Bakanja
  - Beata Hermana Dulce
  - San Jorge
  - Beata Laura Vicuña
  - San Andrés Kim y sus compañeros
  - Beata Albertina Berkenbrock

## Estructura organizativa
La organización de la Jornada Mundial de la Juventud corresponde al Pontificio Consejo para los Laicos. En el momento del anuncio de la Jornada de Río de Janeiro su presidente era el cardenal Stanisław Ryłko (Polonia), el secretario Mons. Josef Clemens (Alemania); el subsecretario Prof. Guzmán Carriquiry (Uruguay) y el director de la sección Jóvenes, P. Eric Jacquinet (Francia).

### Comité Organizador Local
La preparación directa de la Jornada Mundial de la Juventud se confió al Comité Organizador Local (COL), presidido por el cardenal Mons. Orani João Tempesta, arzobispo de Río, y dirigido por el coordinador ejecutivo Mons. Joel Portella Amado.

### Comité Operativo
También se creó un Comité Operativo (COP), presidido por el Coordinador General y coordinado por el director Ejecutivo, encargado de controlar la implementación de los trabajos preparatorios según un calendario y coordinar a las diferentes áreas implicadas en la organización.
Estas áreas se dividían de la siguiente forma: Comisión de cultura, comisión de voluntariado, comisión de alojamiento, comisión de comunicación, comisión de la pre-jornada, comisión de pastoral y liturgia. La responsable internacional de comunicación fue la periodista Inés San Martín.

## Social media
Las Jornadas Mundiales de la Juventud comenzaron a tomar un contacto más fuerte con las redes sociales con la creación un sitio web impulsado por el contenido de redes sociales lanzado en el Jornada Mundial de la Juventud 2008, celebrado en Sídney. Las redes sociales estuvieron a cargo de un departamento de comunicación, dirigido a nivel local por Marcio Queiroz y su gerente, Benjamín Paz. Las redes sociales fueron gestionadas por 60 personas. Las plataformas utilizadas principalmente son Facebook, Twitter y la propia web de la JMJRio2013.

## Costes
El coste del evento para las arcas públicas brasileñas se estimó en 118 millones de reales, distribuidos entre el gobierno federal (62 millones de reales), el gobierno estatal (28 millones) y el municipio de Río de Janeiro (otros 28 millones).
Además, se planificó el despliegue de un dispositivo de 10 700 policías y militares para garantizar la seguridad del papa, número que posteriormente se elevó a 14 000 debido a las multitudinarias manifestaciones por los derechos sociales que se sucedían en el país.
La expectativa de los organizadores del evento fue que la recaudación compensaría el gasto, como ya ocurrió en la JMJ de Madrid, cuando, según el informe que realizó la consultora PwC tras el evento, la recaudación duplicó el gasto gubernamental. Según el registro de Rome Reports los visitantes gastaron unos 784 millones de dólares (unos 1800 millones de reales) durante la semana que pasaron en Río, multiplicando por 12 cada real invertido.

## Reacciones
Además de señalar que, hasta el momento de su realización, la Jornada Mundial de la Juventud 2013 fue el mayor evento de la historia de Río de Janeiro, el alcalde de la ciudad Eduardo Paes valoró el nivel de civismo de quienes participaron de la misma: en su opinión, nunca la ciudad había sido sede de algo parecido, ni en números ni en civilidad.

La ciudad fue invadida por una ola del bien. El público de la Jornada es muy diferente, muy educado.
Eduardo Paes, alcalde de Río

El alcalde comparó el evento con otras celebraciones de importancia. Aunque la JMJ 2013 provocó un ritmo de cinco fiestas de Año Nuevo en una semana, en una sola fiesta de Año Nuevo se recogen en Río de Janeiro 300 toneladas de basura, mientras que en todos los días de la JMJ 2013 solamente 47 toneladas.